# VPG MV-1
VPG MV-1 – samochód osobowy typu taksówka klasy wyższej produkowany przez amerykańskie przedsiębiorstwo AM General w latach 2011–2016.

## Historia i opis modelu

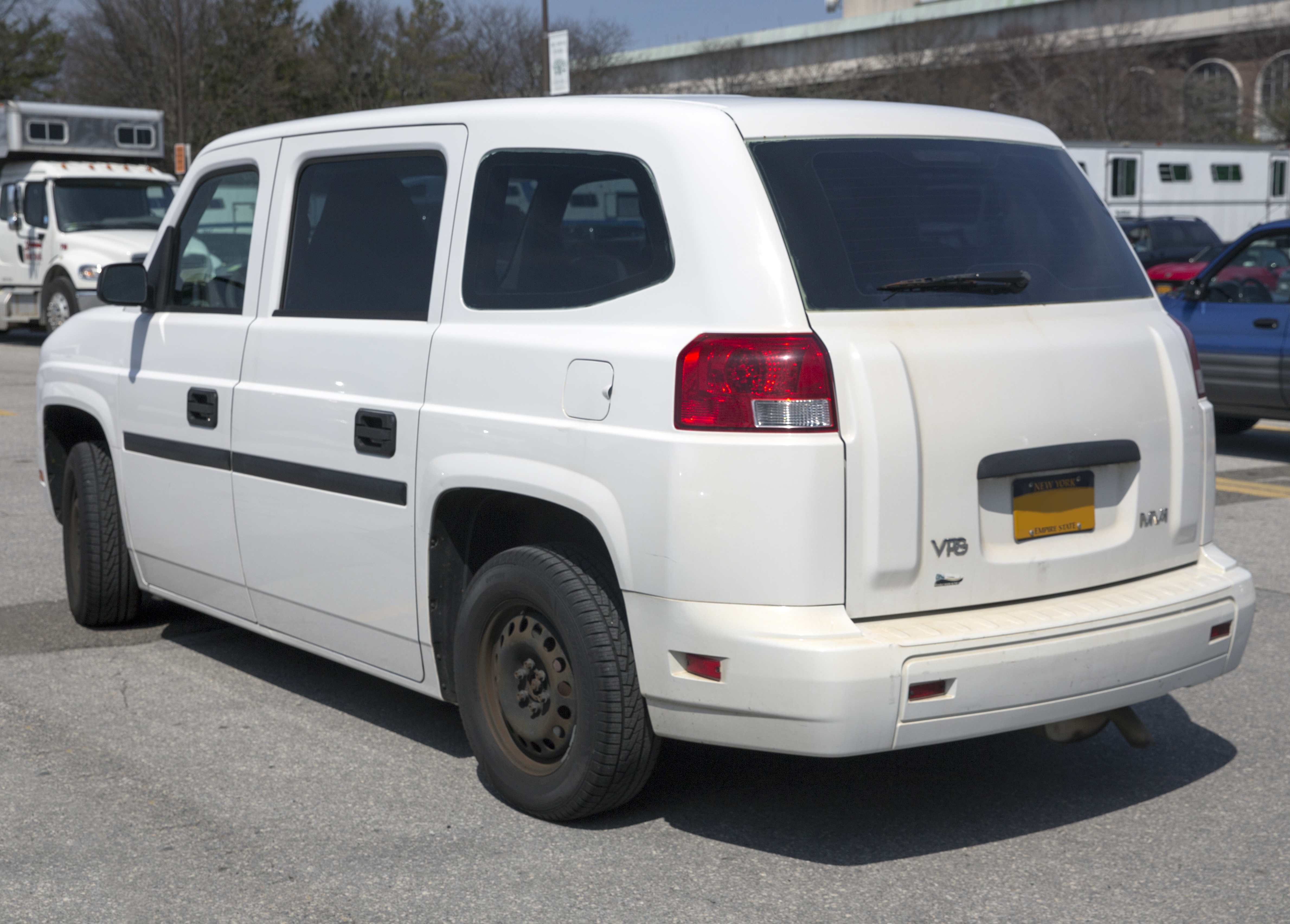
VPG MV-1 - tył

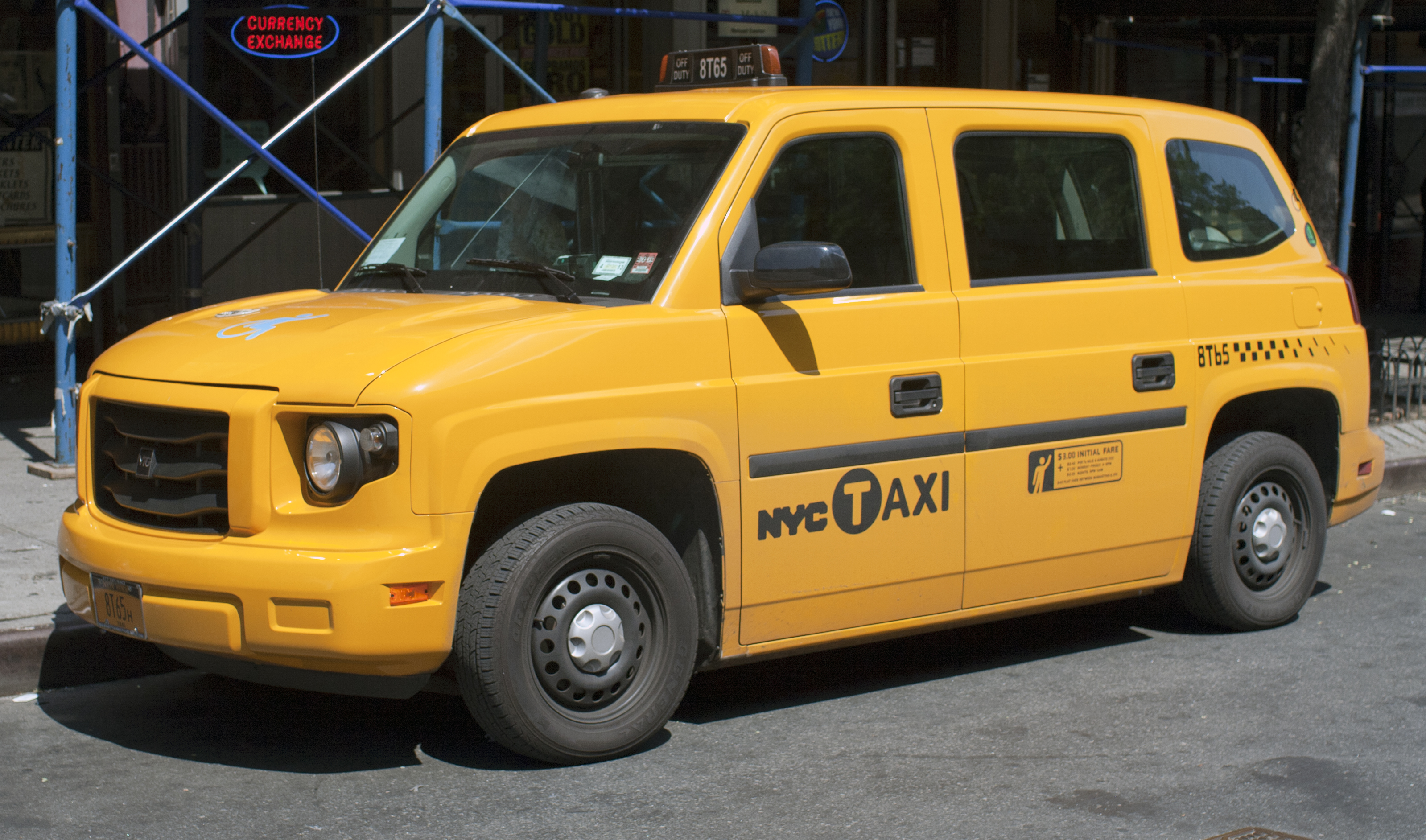
VPG MV-1 w Nowym Jorku

W 2008 roku amerykańskie wielobranżowe AM General nawiązał współpracę z młodym przedsiębiorstwem VPG, na mocy czego rok później przedstawiony został model MV-1. Pojazd przyjął postać dużego minivana o charakterze taksówki, z przystosowaniem do transportu osób niepełnosprawnych dzięki wbudowanej, wysuwanej platformie po otwarciu prawych drzwi. 
Pod kątem wizualnym MV-1 wyróżniał się masywną, pudełkowatą sylwetką typową dla samochodów zbudowanych do przewozu pasażerów, z kolei masywne proporcje nadwozia samochód zawdzięczał współdzieleniu platformy z Hummerem H2. Wyposażenie pojazdu było rozbudowane, obejmując m.in. możliwość regulacji fotela kierowcy w 6 zakresach, tempomat, ABS, ESP, system oświetlenia dziennego, uchwyty na napoje, przygotowanie do mocowania fotelików dziecięcych czy ogrzewanie postojowe.
Do napędu MV-1 wykorzystywana była za czasów istnienia VPG jednostka 4,6 litrowa typu V8 konstrukcji Forda, która przystosowana była do zasilania sprzężonym gazem ziemnym, CNG.

### Sprzedaż
Początkowo w latach 2011–2013 MV-1 był produkowany przez AM General na zlecenie niewielkiego amerykańskiego przedsiębiorstwa VPG, które zbankrutowało w 2013 roku. W 2014 roku produkcję MV-1 wznowiło AM General już jako własną inicjatywę, co kontynuowano przez kolejne 2 lata do 2016 roku.

### Silniki
- V8 4.6l Ford Modular
- V6 3.7l Cyclone